# Defiant (film, 2023)
Pour les articles homonymes, voir Defiant.
Pour plus de détails, voir Fiche technique et Distribution.
Defiant est un film documentaire réalisé et produit par Karim Amer, sorti en 2023. Il suit l’invasion de l’Ukraine par la Russie, en se concentrant sur Dmytro Kouleba et d’autres personnes luttant contre la désinformation dans le cadre de cette invasion.
Il a été présenté en première mondiale le 9 septembre 2023 au Festival international du film de Toronto.

## Synopsis
Le film suit l’invasion de l’Ukraine par la Russie, en se concentrant sur Dmytro Kouleba et d’autres personnes luttant contre la désinformation. Roustem Oumierov, Mykhaïlo Fedorov, Iryna Verechtchouk apparaissent également dans le film, alors qu’ils retournent au travail, s’efforcent de restaurer l’internet en Ukraine et visitent des villes libérées de l’occupation russe.

## Production
Initialement, Karim Amer a été présenté à Roustem Oumierov, qui a interrompu leur réunion afin de rencontrer le pape François pour lui livrer un message de Volodymyr Zelensky.
Voyant qu’Amer et son équipe de producteurs, Mike Lerner et Odessa Rae, étaient intéressés, ils ont commencé à filmer. Au lieu de se concentrer sur les premières lignes, Amer a choisi de se concentrer sur les personnes qui traitent de la diplomatie et de la désinformation,. En raison du conflit en cours, les cinéastes pensaient que le projet serait une série, mais en raison de l’intérêt décroissant des investisseurs pour le cinéma politique, cette idée a été abandonnée. Le film a été terminé avant le licenciement de l’ancien ministre de la défense Oleksiy Reznikov.

## Diffusion
Le film a fait sa première mondiale au Festival international du film de Toronto en 2023, le 9 septembre 2023. Il a également été projeté au Camden International Film Festival le 15 septembre 2023, et au DOC NYC le 15 novembre 2023,.